# XDM
XDM (X Window Display Manager) – domyślny menedżer logowania w X11 w systemach unixowych. Został po raz pierwszy wprowadzony w październiku 1988 w wydaniu trzecim X11. Napisał go Keith Packard.
Ze względu na surowy i nieprzyjazny interfejs obecnie jest używany rzadko. Zamiast niego zwykle stosuje się GDM, KDM, Entrance czy LightDM.